# Beckingen
Beckingen település Németországban, azon belül Saar-vidék tartományban. Lakosainak száma 14 945 fő (2023. december 31.).

## Népesség
A település népességének változása:
| Lakosok száma | 14 919 | 15 035 | 14 958 | 14 923 | 14 928 | 14 945 |
|               | 1975   | 2017   | 2019   | 2021   | 2022   | 2023   |